# Еротика
Еротика (од грчке ερως, Ерос "жеља") је телесна жудња и чулно задовољство изазвано, било дражењем ерогених зона, опажањем сексуалних објеката или представама и фантазмима. У уметности (књижевности, сликарству, вајарству, филму итд.), еротика подразумева оплемењену чулну страст.
Еротизација је процес којим неки делови тела или нека телесна или ментална функција добијају еротску вредност и постају способни да изазову сексуално узбуђење.